# Прескот (Висконсин)
Прескот (енгл. Prescott) град је у америчкој савезној држави Висконсин.

## Демографија
По попису из 2010. године број становника је 4.258, што је 494 (13,1%) становника више него 2000. године.
| Група             | 2000.         | 2010.         |
| Белци             | 3.662 (97,3%) | 4.034 (94,7%) |
| Афроамериканци    | 8 (0,2%)      | 12 (0,3%)     |
| Азијати           | 9 (0,2%)      | 18 (0,4%)     |
| Хиспаноамериканци | 46 (1,2%)     | 87 (2,0%)     |
| Укупно            | 3.764         | 4.258         |